# Pluto (tegneseriefigur)
 For alternative betydninger, se Pluto. (Se også artikler, som begynder med Pluto)
Pluto er tegneseriefiguren Mickey Mouses hund i Walt Disneys tegnefilm og tegneserier. Hans navnløse debut var i Mickey-filmen The Chain Gang fra 1930, samme år som den daværende planet Pluto blev opdaget. Anden optræden var i The Picnic fra november 1930. Her er han Minnie Mouses hund og hedder Rover. Det var først i den tredje film, The Moose Hunt fra 1931, at han fik navnet Pluto. Det siges, at da man hos Disney ledte efter et navn til denne hund, så Walt en notits i en avis om den nye planet og syntes at det var et passende navn. I dens tidlige tegnefilm var det ikke helt klart hvem den tilhørte, i nogen syntes det at være Anders And, i nogen Minnie Mouse, men efterhånden blev det stadfæstet, at han var Mickeys hund.
Pluto er gul, har en lang krop og halvlange ben samt en tynd, sort hale. Af race minder den lidt om en gravhund, men den er større som en blodhund. Den fremstilles som naiv og halvdum, men meget sød. Der findes en række tegnefilm, hvor Pluto har hovedrollen. Han har en kort medvirken, i tv-serierne Rap Sjak, og Bonkers. Men han medvirker fast i tv-serien Hos Mickey, hvor han får dansk stemme af Lars Thiesgaard. Den animator, der havde hovedansvaret for ham, var Norm Ferguson.
Filmene, hvor han er hovedperson, er ofte præget af, at han kommer i klammeri med den ene og den anden. Det kan være Chip og Chap, men det kan også være andre, enkeltstående figurer. En stor bulldog har været genganger i flere film. Der har også i visse film været en lille hun-gravhund, der stjæler hans hjerte.
Også i serierne har han haft sine egne serier, hvor han er hovedperson. De er ofte karakteristiske ved, at hans tanker og refleksioner gengives i fortællende tekst til billederne. I disse serier kan Mickey og hans venner være bipersoner, men de kan også være fraværende. Pluto er i disse serier ofte en dagdrømmer, der drømmer om at blive f.eks. cirkusstjerne eller dagens helt. Hans forsøg på det ender oftest galt, men alligevel kan han så gøre noget godt uforvarende.

## Berømte tegnere/forfattere
- Floyd Gottfredson
- Manuel Conzalez
- Paul Murry